# Beardy's 97 and Okemasis 96
Beardy's 97 and Okemasis 96 är ett reservat i Kanada.   Det ligger i provinsen Saskatchewan, i den centrala delen av landet, 2 400 km väster om huvudstaden Ottawa.
Trakten runt Beardy's 97 and Okemasis 96 består till största delen av jordbruksmark. Trakten runt Beardy's 97 and Okemasis 96 är nära nog obefolkad, med mindre än två invånare per kvadratkilometer.